# Краснокрылый малимбус
Красноголовый малимбус (лат. Anaplectes rubriceps) — птица из семейства Ткачиковые Один из двух видов в роде краснокрылых малимбусов. Впервые описан в 1850.
У самцов и самок ярко выражен половой диморфизм. Внешний вид самца очень необычен. Голова и шея — ярко-красного цвета; клюв слегка заострённый, алого цвета. Крылья малимбуса, вопреки русскоязычному названию, грязно-жёлтые, с чёрными полосками, протягивающимися продольно на крыле. Грудь и живот — белые, с тёмно-серыми пятнышками; ноги тёмно-вишнёвого цвета. Самки же, в отличие от самцов, менее ярко «раскрашены»: голова, спина и хвост у них тёмного цвета, крылья и живот — серые, шея жёлтая.
Вид распространён в западной, центральной и южной Африке. Естественные места обитания — равнинные субтропические и влажные тропические леса. В настоящий момент для этого вида имеется минимальная угроза к исчезновению.